# 털발말똥가리
털발말똥가리(Rough-legged buzzard, rough-legged hawk, Buteo lagopus)는 대형 맹금류이다. 짝짓기 시기에 북극, 그리고 북아메리카, 유럽, 러시아의 아냉대 지역에서 볼 수 있으며 겨울을 나기 위해 남쪽으로 이주한다.
둥지는 보통 암벽, 절벽, 나무 안에 위치한다. 음식 다양성에 따라 알의 수는 다양하지만 보통 3~5개의 알을 낳는다. 개방된 육지 위에서 사냥하며 작은 포유류를 주로 잡아먹는다.
날개 길이는 120~153센티미터이다. 개체의 몸무게는 600~1660그램에 이르며 암컷은 보통 수컷보다 더 크고 몸무게가 더 나가는 편이다.

## 아종
털발말똥가리는 4개의 아종이 식별된다:
- B. l. lagopus
- B. l. sanctijohannis
- 털발말똥가리 - B. l. menzbieri
- 캄차카털발말똥가리 - B. l. kamtchatkensis